# Kelleris Hegn
Kelleris Hegn er en fredskov beliggende i Nordøstsjælland mellem Kvistgård og Espergærde. Skoven udgjorde tidligere et sammenhængende område men er i nyere tid blevet gennemskåret af Helsingørmotorvejen. I tilknytning til skoven ligger "Kelleriskilen", et fredet landområde mellem Espergærde og Humlebæk.

## Beskrivelse
Skoven er omkring 66 ha stor. Skoven er overvejende løvskov (83 % af arealet bevokset med løvtræ. 17 % er nåletræ, næsten udelukkende er rødgran). I skovens sydvestlige hjørne ligger den godt 1 ha store Nørager Mose.

## Plantevækst
I skoven findes blandt andet kristtjørn (Ilex aquifolium) og Almindelig Guldnælde (Lamiastrum galeobdolon ssp. galeobdolon).

## Historie
Navnet "Kelleris Vang" optræder allerede i forbindelse med matriklen i 1682 og findes senere på det Langenske Skovkort fra 1766 over Frederik 5.s revir. som "Keller Riis"  Den senere fredskov udgjorde forud for landboreformerne en del af et større skovområde mellem Nyrup, Mørdrup, Tibberup og Espergærde. I 1790 blev skoven udskiftet af landbrugsfællesskabet og tillagt nogle mindre arealer fra Nyrup og Munkegårde landsbyer. Skoven blev indhegnet med stengærde, og der blev oprettet en skovfogedbolig.
I 1974 blev Helsingørmotorvejen ført omtrent tværs gennem skoven, og samtidig blev Hornbækvej forlagt nordligere med direkte forbindelse fra Kvistgård til Tibberup; desuden blev anlagt til- og afkørselsramper. Disse forandringer betød, at fredsskovarealet blev formindsket med 14 ha. Trods løfter er de bortskårne fredsskovarealer aldrig blevet erstattede af andre.

## Friluftsliv
Kelleris Hegn benyttes i nogen udstrækning af den nærliggende Stenbjerggård rideskole. Hundeluftning forekommer i skoven. En del af beboerne i Kvistgård og Espergærde benytter skoven til gå- og motionsture. En del skovgæster kommer kørende til skoven.
Kelleris Hegn indgår i Nationalpark Kongernes Nordsjælland.